# 2518 Rutllant
2518 Rutllant eller 1974 FG är en asteroid i huvudbältet som upptäcktes den 22 mars 1974 av den chilenska astronomen Carlos R. Torres på Cerro El Roble. Den har fått sitt namn efter Federico R. Alcina.
Asteroiden har en diameter på ungefär 3 kilometer.